# Lot i Garonna
Lot i Garonna (fr. Lot-et-Garonne, wymowaⓘ, lɔtegaˈʀɔn) – francuski departament położony w regionie Nowa Akwitania. Utworzony został podczas rewolucji francuskiej 4 marca 1790. Departament oznaczony jest liczbą 47. Ośrodkiem administracyjnym (prefekturą) i największym miastem departamentu jest Agen.
Według danych na rok 2006 liczba zamieszkującej departament ludności wynosi 333 555 os. (62  os./km²); powierzchnia departamentu to 5361 km². 
W 2023 roku w skład departamentu wchodziło 319 gmin (lista).

## Miejscowości
Największe miejscowości departamentu (w nawiasach liczba ludności w 2021 roku):

- Agen (32 485)
- Villeneuve-sur-Lot (21 629)
- Marmande (17 239)
- Le Passage (9373)
- Tonneins (9337)
- Nérac (6881)
- Sainte-Livrade-sur-Lot (6496)
- Bon-Encontre (6233)
- Boé (5723)
- Foulayronnes (5484)
- Fumel (4717)
- Casteljaloux (4521)
- Pont-du-Casse (4173)
- Aiguillon (4118)
- Layrac (3816)
- Pujols (3747)
- Sainte-Bazeille (3173)
- Colayrac-Saint-Cirq (3138)
- Miramont-de-Guyenne (3076)
- Bias (2971)
- Montayral (2668)
- Clairac (2568)
- Penne-d’Agenais (2445)
- Castelculier (2384)
- Saint-Sylvestre-sur-Lot (2380)
- Casseneuil (2371)
- Monflanquin (2350)
- Estillac (2324)
- Lavardac (2287)
- Brax (2109)
- Roquefort (2102)
- Monsempron-Libos (2079)
- Astaffort (2031)